# Indikator (Wirtschaft)
Ein volkswirtschaftlicher Indikator (auch Konjunkturindikator oder makroökonomische Kennzahl genannt) ist eine Messgröße, die Aussagen über die konjunkturelle Entwicklung oder die wirtschaftliche Situation im Allgemeinen von Volkswirtschaften erlaubt und insbesondere aus der makroökonomischen Theorie bzw. aus Forschungen abgeleitet wird. Solche Indikatoren können Grundlage für die Erstellung von Prognosen sein (siehe auch Ökonometrie).
In der Wirtschaft mit ihren komplexen Sachverhalten benötigen die Wirtschaftssubjekte Messgrößen, mit deren Hilfe sich fokussiert Unternehmen, Medien, Experten, Finanzanalysten und Laien ein Urteil über konjunkturelle Entwicklungen machen können. Auch die Zentralbanken, Regierungen und Wirtschaftsverbände nutzen diese Indikatoren, die vom Statistischen Bundesamt oder Wirtschaftsforschungsinstituten errechnet werden. Indikatoren verschaffen einen schnellen Überblick über die Wirtschaftsentwicklung. Um als Indikator allgemein anerkannt zu werden, sollen Indikatoren theoretisch plausibel, statistisch angemessen, zuverlässig, repräsentativ und aussagekräftig sein. Um die Aktualität der Indikatoren zu gewährleisten, müssen Daten zur wirtschaftlichen Beobachtung mindestens quartalsweise, besser noch monatlich, bereitstehen. Indikatoren müssen als „lange Reihen“ (Zeitreihen über mehrere Jahre) vorliegen, damit ein Langfristvergleich der konjunkturellen Entwicklung im Rahmen einer Zeitreihenanalyse möglich ist. Das wiederum erfordert oft eine Saisonbereinigung, um die verzerrenden saisonalen Effekte auszuschalten.
Das Statistische Bundesamt hat seit 1950 das Ziel, ein statistisches Gesamtbild der Wirtschaftsstruktur und des Wirtschaftsablaufs zu zeichnen. Als wichtigste Aufgabe wurde es angesehen, die Grunddaten für die kurz- und langfristige Wirtschaftsbeobachtung zu liefern, denn alle für die laufende Wirtschaftsbeobachtung anfallenden Indikatoren dienen der Konjunkturbeschreibung. Seit August 1972 veröffentlicht das Statistische Bundesamt „Indikatoren zur Wirtschaftsentwicklung – Zeitreihen mit Saisonbereinigung“. Die Bundesbank hat bis 1987 die Zentralbankgeldmenge, seitdem die Geldmenge in ihrer Abgrenzung M3 als Indikator herangezogen. Die Europäische Zentralbank verfolgt seit 1994 mit ihrer „zwei-Säulen-Strategie“ einerseits realwirtschaftliche Indikatoren (z. B. Produktionspotenzial, Lohnentwicklung) und andererseits in der monetären Analyse längerfristige monetäre Indikatoren (z. B. die weit gefasste Geldmenge M3).

## Arten
Je nachdem, ob ein Indikator die konjunkturellen Wendepunkte früher, gleichzeitig oder später mit einer Referenzreihe erreicht, unterscheidet man Frühindikatoren (englisch leading indicators), Präsenzindikatoren (englisch roughly coincident indicators) und Spätindikatoren (englisch lagging indicators). Im Bereich der Konjunkturprognose hat es schon viele Versuche gegeben, Frühindikatoren herauszufinden, die dem Konjunkturzyklus vorauslaufen. Frühindikatoren geben Hinweise, wie sich die Wirtschaftslage künftig entwickeln wird. Bei ihnen liegen die Wendepunkte zeitlich vor den Wendepunkten der Konjunktur. Sie ermöglichen daher der Konjunkturpolitik, Maßnahmen, die nach der konjunkturellen Wende wirken sollen, schon frühzeitig zu ergreifen, um so die Wirkungsverzögerung (englisch time lag ‚Verzögerungseffekt‘) teilweise aufzufangen. Präsenzindikatoren zeigen hingegen die aktuelle Wirtschaftsentwicklung, während Spätindikatoren den vergangenen Wirtschaftsverlauf reflektieren.
Außerdem unterscheidet man Einzelindikatoren, die lediglich auf einer einzigen Zeitreihe beruhen, und Gesamtindikatoren, die aus einer Verdichtung mehrerer Zeitreihen gewonnen werden. Einzelindikatoren sind etwa Auftragseingang, Arbeitslosenzahl oder Geldvolumen; sie sind anfällig für Sondereinflüsse. Gesamtindikatoren sind das Harvard-Barometer oder der vom Sachverständigenrat entwickelte Konjunkturindikator.
Man unterscheidet ferner die Indikatoren nach
- der beschriebenen Größe in Mengen- und Preis- bzw. Kostenindikatoren,
- absoluten Größen (etwa Stand eines Aktienindex) oder Wachstumsraten (Inflationsrate).

Viele Indikatoren – zum Beispiel der Ifo-Geschäftsklimaindex – werden regelmäßig veröffentlicht. Übersichten über die anstehenden Veröffentlichungen bieten Veröffentlichungskalender.

## Konjunkturindikatoren
Unter den wichtigsten volkswirtschaftlichen Indikatoren versteht man die Indikatoren, die erheblichen Einfluss auf die Entwicklung von Volkswirtschaften haben bzw. ein solcher von den Marktteilnehmern vermutet wird. Eine große Bedeutung von wirtschaftlichen Kennzahlen kann man insbesondere daran erkennen, dass die Veröffentlichung einer solchen deutlich sichtbare sofortige Auswirkungen auf die nationalen oder internationalen Aktien- und Rentenmärkte hat, sofern diese in ihrer Ausprägung von den Erwartungen der Marktteilnehmer abweichen. Diese Erwartungen werden unter anderem von Wirtschaftsinstituten, volkswirtschaftlichen Forschungsabteilungen in großen Banken und bedeutenden Wirtschaftszeitungen vorab veröffentlicht.

### Mengenindikatoren
Mengenindikatoren geben über die Mengenentwicklung eines Bezugsobjektes Auskunft.
Beispiele sind:
- Arbeitslosenzahl
  - Arbeitslosigkeit in den Niederlanden
  - Arbeitsmarktstatistik der Vereinigten Staaten
- Auftragseingänge
- Industrieproduktion

### Preisindikatoren
Preisindikatoren informieren über das Preisniveau bzw. die -entwicklung eines Bezugsobjektes.
Beispiele sind:
- Aktienkurse (Marktwert des Eigenkapitals)
- Anleihenkurse
  - Deutscher Rentenindex
- Immobilienpreise
  - Case-Shiller-Index
  - FHFA House Price Index
  - Immobilienindex
- Inflationsrate (Wachstumsrate)
- Lebenshaltungskosten
  - Harmonisierter Verbraucherpreisindex der EU
  - Verbraucherpreisindex für Deutschland
- Lebensmittelpreise
  - FAO Food Price Index
- Rohstoffpreise
  - Goldpreis
  - Ölpreis
  - Palladiumpreis
  - Platinpreis
  - Silberpreis
- Währungskurse
  - Euro Currency Index
  - Euro Effective Exchange Rate Index
  - Trade Weighted US Dollar Index
  - U.S. Dollar Index

### Frühindikatoren

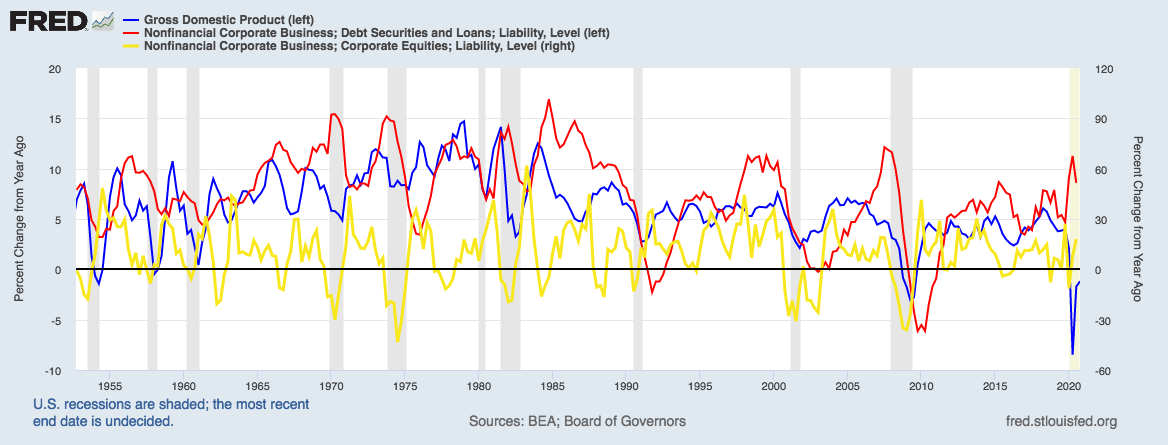
USA: Aktien als Frühindikator (gelb), BIP als gleichlaufender Indikator (blau), und Kreditaufnahme der Unternehmen als Spätindikator (rot).

Frühindikatoren (auch vorlaufende Indikatoren oder vorauseilende Indikatoren) geben Hinweise auf die zukünftige Entwicklung der Wirtschaftslage.
Beispiele sind:
- Aktienindex
  - Liste von Aktienindizes
- Auftragseingänge
- Baugenehmigungen im Hochbau
- Book-to-bill Ratio
- Einkaufsmanagerindex
  - Einkaufsmanagerindex für Deutschland
  - Empire State Index (Region New York)
  - Philly Fed Index (Region Philadelphia)
  - Purchasing Managers Index (US-Einkaufsmanagerindex)
- Einzelhandelsumsätze
- Geldmengenwachstum
- Geschäftsklimaindex
  - Geschäftsklimaindex für Deutschland (ifo)
  - NAHB/Wells Fargo Housing Market Index (Geschäftserwartungen von US-Bauunternehmen)
- Gewinnerwartungen
- Investitionsabsichten
- Konsumklimaindex
  - Consumer Confidence Index (US-Verbrauchervertrauen)
  - Konsumklimaindex für Deutschland (GfK)
  - University of Michigan Consumer Sentiment Index (US-Konsumklimaindex)
- Lagerbestände
  - Vorratsinvestitionen
- Logistikindex
  - Baltic Dry Index (weltweite Schifffrachtkosten)
  - Dow Jones Transportation Average (US-Transportunternehmen)
- Rohstoffindex
  - Continuous Commodity Index
  - Dow Jones-UBS Commodity Index
  - Rogers International Commodity Index
  - S&P GSCI
  - CRB Index
- Zinsindex
- Zinskurven

### Präsenzindikatoren
Präsenzindikatoren (auch gleichlaufende Indikatoren, Gegenwartsindikatoren oder Istindikatoren genannt) zeigen die aktuelle wirtschaftliche Entwicklung.
Beispiele sind:
- Aktuelle Konsumzahlen

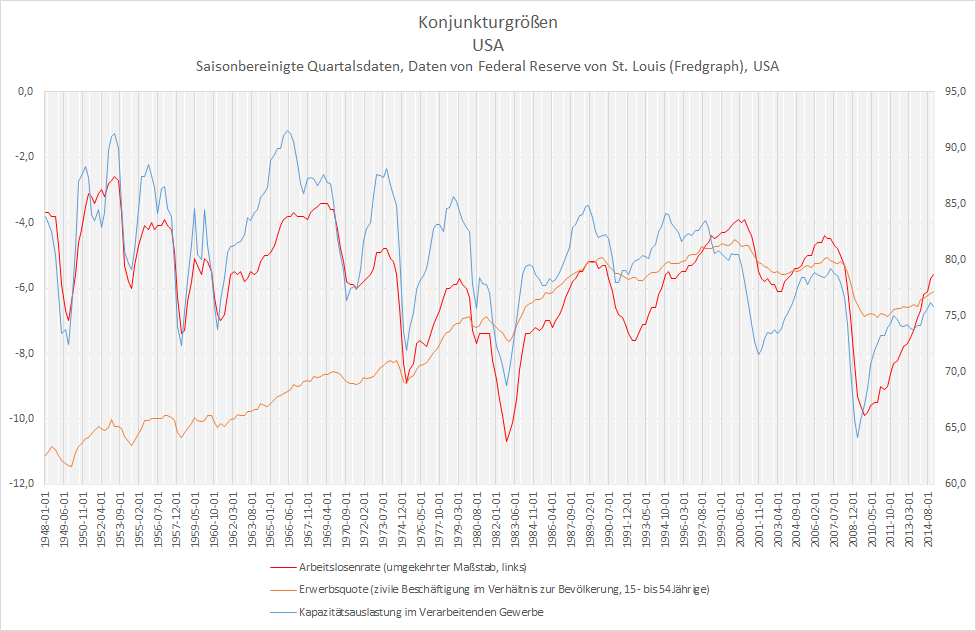
Kapazitätsauslastung, Beschäftigungsquote und im umgekehrten Maßstab die Arbeitslosenquote in den USA

- Bruttoinlandsprodukt – BIP (in einem Monat) bzw. Bruttonationaleinkommen
- Index der menschlichen Entwicklung (englisch Human Development Index, HDI)
- Industrieproduktion
- Kapazitätsauslastung
- Kurzarbeit
- Lagerbestände
- Offene Stellen
- Preise
- Sparquote
- Zinsen

### Spätindikatoren
Spätindikatoren (auch nachlaufende Indikatoren oder nachhinkende Indikatoren) zeigen an, wie sich die Wirtschaft in der Vergangenheit entwickelt hat.
Beispiele sind:
- Arbeitslosenquote

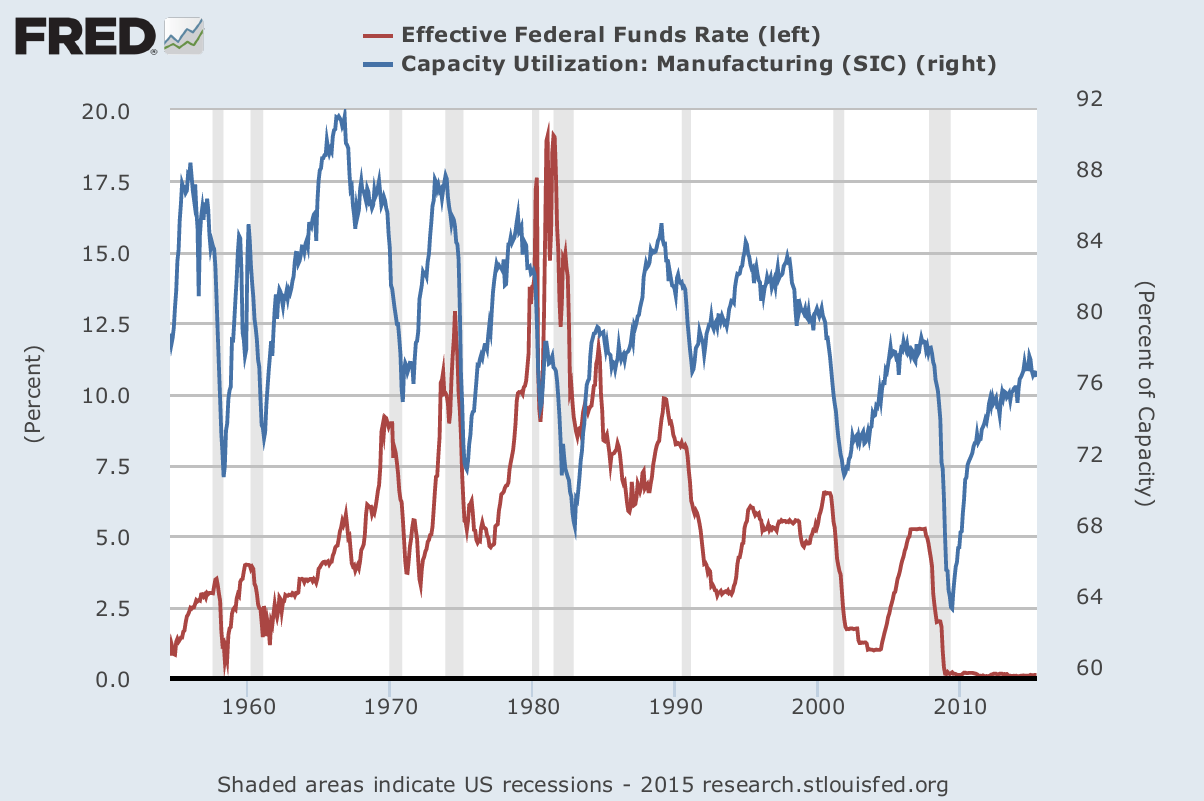
Federal Funds Rate (Leitzins) der USA und dortige Kapazitätsauslastung des Verarbeitenden Gewerbes.

- Beschäftigungslage innerhalb eines Gewerbes
- Bruttoinlandsprodukt – BIP (eines Jahres) bzw. Bruttonationaleinkommen
- Inflationsrate
- Insolvenzen
- Lohnentwicklung
- Preisniveauentwicklung
- Steuereinnahmen des Staates
- Zinsniveauentwicklung

Die Einteilung ist nicht immer eindeutig möglich, wie man es beim Bruttoinlandsprodukt (das je nach beinhaltetem Zeitraum zu einer anderen Gruppe gehört) sehen kann.

## Sonstige
- BERI-Index (Index zur Länderrisikoanalyse)
- Big-Mac-Index (Indikator für die Kaufkraft einer Währung)
- Economic Diversification Index (Gradmesser der wirtschaftlichen Stärke eines Staates)
- Index of Economic Freedom (Gradmesser für die wirtschaftliche Freiheit eines Staates)
- Index der wirtschaftlichen Komplexität (Misst die Komplexität und Diversifizierung der Exporte eines Staates)
- Elendsindex (Summe von Inflationsrate und Arbeitslosenquote)
- Echter Fortschrittsindikator
- Grubel-Lloyd-Index (misst das Ausmaß des intrasektoralen Handels)
- Rosenbluth-Index (Index für die absolute Konzentration auf Märkten)
- Schiffsindex
  - Baltic Clean Tanker Index
  - Baltic Dirty Tanker Index
  - Baltic Dry Index
  - HARPEX
  - Howe Robinson Container Index
- Volatilitätsindex
  - CBOE Volatility Index (VIX)
  - VDAX
  - VDAX-NEW

Der um den sogenannten Sixpack erweiterte Stabilitäts- und Wachstumspakt der Europäischen Union enthält ein sog. Scoreboard mit Indikatoren, die vor Störungen der makroökonomischen Gleichgewichte warnen sollen.

## Fachgebietsübergreifende Anwendung
Konjunkturindikatoren werden häufig auch bei der Bewertung von Aktien eingesetzt, weil aus der gesamtvolkswirtschaftlichen Entwicklung Rückschlüsse auf die Entwicklung einzelner Wirtschaftszweige gezogen werden, die wiederum die unternehmerischen Erfolgsaussichten von einzelnen Unternehmen beeinflussen. Sie dienen unter anderem der Visualisierung gesamtwirtschaftlicher Entwicklungen und werden insbesondere dort benötigt, wo komplexe kausale Zusammenhänge in verdichteter Form dargestellt werden sollen.
Viele betriebswirtschaftliche Kennzahlen übernehmen auch die Aufgabe betriebswirtschaftlicher Indikatoren, um wirtschaftliche Entwicklungen in einem einzelnen Unternehmen anzuzeigen. Hierzu gehören etwa der Beschäftigungsgrad als Gradmesser der Auslastung in einem Betrieb oder die Gewinnschwelle für die Bestimmung desjenigen Auslastungsgrades, bei dem erstmals ein Unternehmen Gewinn erwirtschaftet.